# Танява
Таня́ва — село в Україні, у Болехівській міській громаді Калуського району Івано-Франківській області.

## Історія
Вперше Танява згадується в поборовому реєстрі Перемишльської землі 1579 р. як шляхетське село у складі Стрийського повіту.
Описуючи становлення кооперативного руху на Стрийщині, Лев Шанковський згадує, що мешканці с. Дуліби перед Другою світовою війною довозили з Таняви до Стрия паливо, що було одним із основних джерел їхнього заробітку.
У 1939 році в селі проживало 580 мешканців (560 українців і 20 поляків).

## Відомі люди
- Дуда Михайло («Громенко») — командир «Залізної сотні» (Ударники-2), що входила до 2-го Перемиського куреня 26-го Територіального відтинку «Лемко» оперативної групи УПА-Захід. Загинув біля села.
- Сенчишак Ілько — лицар Срібного хреста бойової заслуги УПА 1 класу, кур'єр ЗП УГВР.
- Остап Каратницький (псевдо «Морський») — заступник командира Воєнної Округи УПА «Маківка. Загинув біля села.
- Владислав Клімчак — архітектор, професор Львівської політехніки, уродженець Таняви.[4]

## Природоохоронні території
Неподалік від села розташовані:
- Бурсуків (заказник)
- Танява-1 (заповідне урочище)
- Танява-2 (заповідне урочище)